# Священный отряд (1821)
В Википедии есть статьи о других воинских формированиях, именуемых Священный отряд.

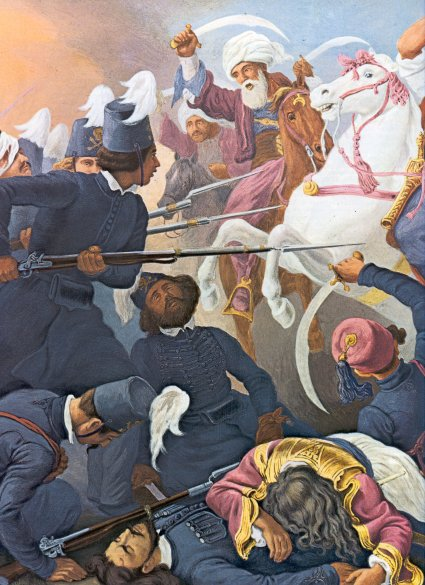
Гесс, Петер фон «Бой Священного отряда в Драгашанах»

Священный отряд или Священный корпус (греч. Ιερός Λόχος) 1821 года — первая регулярная воинская часть в современной греческой истории, созданная в ходе Греческой революции за независимость от Османской империи в первой половине XIX в., просуществовавшая всего несколько месяцев с момента своего создания (с 24 февраля по 7 июня 1821), героически погибшая в ходе сражения при Драгашани.

## История создания

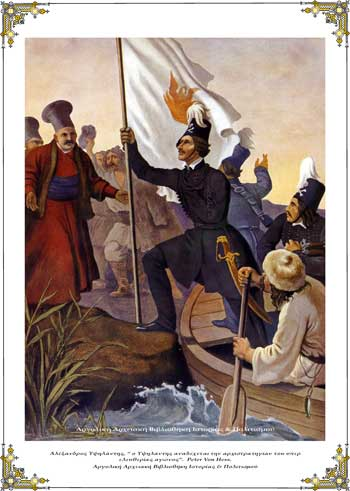

22 февраля 1821 года Александр Ипсиланти, с небольшой группой сподвижников из революционного общества Филики Этерия перешёл Прут, провозгласив начало Греческой революции в полуавтономных Придунайских княжествах.
24 февраля Ипсиланти подписался, «честь принадлежит его единственной, левой, руке», под обращением к соотечественникам в прокламации, написанной врачом Типалдосом, которая начиналась словами «Сражаюсь за Веру и Отечество».
26 февраля, в храме Святой Троицы в городе Яссы, было освящено знамя восстания.
Знамя было трёхцветным, красный цвет был символом патриотизма, белый — братства и чёрный — жертвы. На одной стороне знамени было написано ΕΝ ΤΟΥΤΩ ΝΙΚΑ (Сим победиши!), с изображением Святых Константина и Елены. На другой стороне был изображён Феникс возрождающийся из пламени с надписью ΕΚ ΤΗΣ ΣΤΑΚΤΗΣ ΜΟΥ ΑΝΑΓΕΝΝΩΜΑΙ (Из пепла своего возрождаюсь).
1 марта Ипсиланти выступил из Ясс, во главе, по разным источникам, от 800 до 2 тыс. повстанцев и прибыл в Фокшаны 10 марта.
В Фокшанах у Ипсиланти было несколько дней для организации своей армии.
Ипсиланти организовал отряд кавалерии. Значительные средства для организации этого отряда предоставил правитель Молдавии Михаил Суцу (младший).
Из разношёрстных повстанцев Ипсиланти выделил и организовал отряд студентов-добровольцев из греческих общин Молдово-Валахии, Одессы и Австрийской империи. Ипсиланти верил, что эта молодёжь станет ядром и душой его армии. Поэтому он дал этому отряду имя древнего фиванского Священного отряда.

## Организация отряда
В Фокшанах после завершения поспешной военной подготовки отряда была организована церемония принятия присяги, следуя ритуалам Российской империи. Сразу после принятия присяги Александр Ипсиланти произнёс речь и передал знамя Революции командиру Священного отряда, бывшему полковнику российской армии, Георгию Кантакузину. После чего отряд прошёл строем, исполняя боевой марш, который написал за 20 лет до этого события Адамантиос Кораис для «Бригады Стрелков Востока» Бонапарта, воевавшей в Египте, в которой сражались и греки.
К первым 120 солдатам отряда позже присоединились другие добровольцы и численность отряда достигла 400. Организация отряда завершилась в Тырговишти.
Солдаты Священного отряда получили на вооружение ружья европейского образца со штыками. Солдаты и офицеры отряда были одеты в мундиры и широкие панталоны, из чёрной ткани, и получили по этой причине имя «чернорубашечники». Головными уборами служили чёрные колпаки с трёхцветной, как и флаг, эмблемой. На колпаке был изображён череп со скрещёнными костями, «что означало Свобода или Смерть».
Командиром Священного отряда был назначен Георгий Кантакузин, бывший полковник российской армии, которого Ипсиланти вскоре отстранил от командования. Сотниками Священного отряда стали Спиридон Дракулис, актёр театра этеристов в Одессе, родом с острова Итака, Димитриос Суцос из Константинополя, Лукас Валсамакис с острова Кефалиния, Андроникос из Пелопоннеса, фанариот Александрос Ризос (сын Яковаки Ризо Неруло), Ризос из Янина и Иоаннис Крокиас с острова Хиос.

### Присяга Священного отряда
Присяга состоявшаяся в храме города Фокшаны":

«Как Православный Христианин и сын нашей Кафолической Церкви, клянусь именем Господа нашего Иисуса Христа и Святой Троицы остаться верным своему Отечеству и своей Вере.

Клянусь соединиться со всеми своими братьями христианами за освобождение нашего Отечества.

Клянусь пролить и последнюю каплю своей крови за нашу Веру и Отечество.

Клянусь умереть вместе со своими братьями за Свободу Отечества и свою Веру.

Клянусь убить и собственного брата, если он станет предателем нашего Отечества. Подчиняться своему командиру. Не оглядываться назад, пока не изгоню врага своего Отечества и своей Веры.

Клянусь не оставить оружия, прежде чем увижу свободным своё Отечество и истреблёнными его врагов.

Клянусь пролить свою кровь, чтобы победить врагов своей Веры или умереть мучеником за Иисуса Христа.

Клянусь, наконец, лишиться таинства Святого причастия, в тот самый мой последний час, если не исполню всех обещаний, данных мною перед иконой Господа нашего Иисуса Христа»

## Гибель отряда
18 марта Ипсиланти и его повстанцы направились к Плоешти. Перед входом в город Ипсиланти произвёл осмотр своих войск. Здесь же, адъютантом Священного отряда был назначен один из трёх основателей Филики Этерия Атанасиос Цакалоф, которому удалось добраться до Валахии через Австрию.
25 марта Ипсиланти подошёл к Бухаресту.
Но двумя днями ранее, во всех церквях города была зачитана анафема Ипсиланти и революции за подписью Константинопольского патриархата. Ранее от действий Ипсиланти отмежевался Российский император Александр I.
Всё это внесло сумятицу в разношёрстную армию Ипсиланти. Ипсиланти начал терять контроль над своей армией, четвёртая часть которой, к тому же, была без оружия.
Армия стала разлагаться, не войдя ещё в контакт с противником.
Лишь только Священный отряд, состоящий из «полных энтузиазма молодых идеологов», остался не подверженным разложению.
После входа османских войск, с разрешения России, в Придунайские княжества и ряда сражений, среди которых значительным было только сражение за Галац, Ипсиланти отошёл к предгориям Карпат.
Сражение при Драгашанах началось и развивалось совсем не по планам Ипсиланти.
7 июня 1821 года, в отсутствие Георгакиса Олимпиоса и в нарушение приказа, подвыпивший Каравиас, Василис повёл свой конный отряд к Драгашанам и вскоре оказался в окружении. Священный отряд, возглавляемый Николаем Ипсиланти, насчитывавший 375 офицеров и рядовых поспешил на выручку, но неожиданный отход Каравиаса оставил Священный отряд без поддержки кавалерии. Не успев выстроится в каре, отряд был рассечён османской конницей на две части. Бой был упорным и кровопролитным. Потери были значительными: все сотники, знаменосец отряда, 25 офицеров и 180 рядовых пали на поле боя, 37 рядовых были взяты в плен и посланы в Бухарест, а затем в Константинополь, где и были обезглавлены.
К концу боя подоспел Олимпиос, который спас остальных 133, среди которых были командир Священного отряда Николай Ипсиланти и адъютант Афанасиос Цакалоф. Было спасено знамя Священного отряда. Современный английский историк Дуглас Дакин подтверждает, что выжившие Священного отряда обязаны своей жизнью мужественной контратаке Олимпиоса.
В последнем приказе от 8 июня 1821 года, Ипсиланти обращаясь к своей армии упоминает добрым словом только офицеров и рядовых Священного отряда и отмечает их самопожертвование:

«Вы же тени настоящих эллинов и Священного отряда, павшие жертвами предательства но ради благополучия Отечества, примите через меня признание своих единородцев! В скором времени обелиск будет возведён, чтобы увековечить ваши имена…».

Современный греческий историк Апостолос Э. Вакалопулос писал: «Как героизм Священного отряда с честью завершает драму операций в Валахии, так и самопожертвование Карпенисиотиса 17 июня в Скулени и Олимпиоса и Фармакиса в сентябре 1821 года в Секу завершают славой борьбу в Молдавии».
На кладбище Драгашан возведён Памятник Погибшим Священного отряда.

## Память
В последующие десятилетия новейшей греческой истории именем Священного отряда были названы:
- Священные отряды Критских революций
- Священные отряды греческих автономистов Северного Эпира 1914 года
- Священный отряд (1942) диверсантов, в годы Второй мировой войны, созданный в 1942 году на Ближнем Востоке, исключительно из греческих офицеров. Принял участие в военных операциях в Ливии вместе с британским SAS и в Тунисе вместе с «свободными французами» генерала Леклерка. Совершил множество рейдов на острова Эгейского моря.
- Священный отряд кипрских студентов во время турецкого вторжения на Кипр в 1974 году